# Pitiú
Pitiú ou iaçá (Podocnemis sextuberculata) é um cágado da família Podocnemididae, que habita o Brasil, Colômbia e Peru. No Brasil, a pitiú pode ser encontrada nos rios Solimões, Amazonas e Branco.

## Vida

### Características gerais
A carapaça tem cor marrom, clara a escura. O plastrão dos juvenis apresenta seis tubérculos, que dão o nome específico à espécie sextuberculata. Chegam a medir 34cm(as fêmeas) e pesar até 4kg.

### Dimorfismo Sexual
A fêmea distingue-se pelas manchas amarelas e pelos duas barbelas debaixo das mandíbulas. Os machos são em média menores que as fêmeas, dificilmente ultrapassando os 24cm e com sua cauda maior.

### Alimentação
São basicamente herbívoros, consumindo vegetais aquáticos, frutas e sementes.

### Reprodução
As fêmeas costuma desovar em período de seca, quando aparecem bancos de areias onde fazem a postura. Cada postura contém em média 20 a 25 ovos de casca mole. Os ovos ficam incubados de 48 a 65 dias.

## Caça e uso na Culinária
Assim como os demais quelônios de água doce, o pitiú é uma espécie muito apreciada na gastronomia da sua região, muito embora se encontre no ANEXO II da Convenção CITES, assinada por mais de 120 países. Encontra-se hoje em dia vulnerável a extinção.